# Niilismo moral
Niilismo moral (também conhecido como niilismo ético ou amoralismo) é o ponto de vista metaético de que nada é moral ou imoral. Por exemplo, um niilista moral diria que matar alguém, por qualquer razão, não é inerentemente certo e nem inerentemente errado. Niilistas morais consideram a moral um faz de conta, um conjunto complexo de regras e recomendações que podem dar uma vantagem psicológica, social ou econômica para seus adeptos, mas não é outra forma de acordo com os fatos ou a realidade.
O niilismo moral é distinto do relativismo moral, que não permite que demonstrações morais sejam verdadeiras ou falsas em um sentido não-objetivo, mas não atribui qualquer valor de verdade estático para declarações morais, e o universalismo moral, claro, considera declarações morais como sendo objetivamente verdadeiras ou falsas. Na medida em que apenas as afirmações verdadeiras podem ser conhecidas, o niilismo moral implica o ceticismo moral.
Alguns niilistas morais recentes e proeminentes são J. L. Mackie, Richard Joyce e o historiador da ciência Will Provine.